# Jenny Nyström
Pour les articles homonymes, voir Nyström.

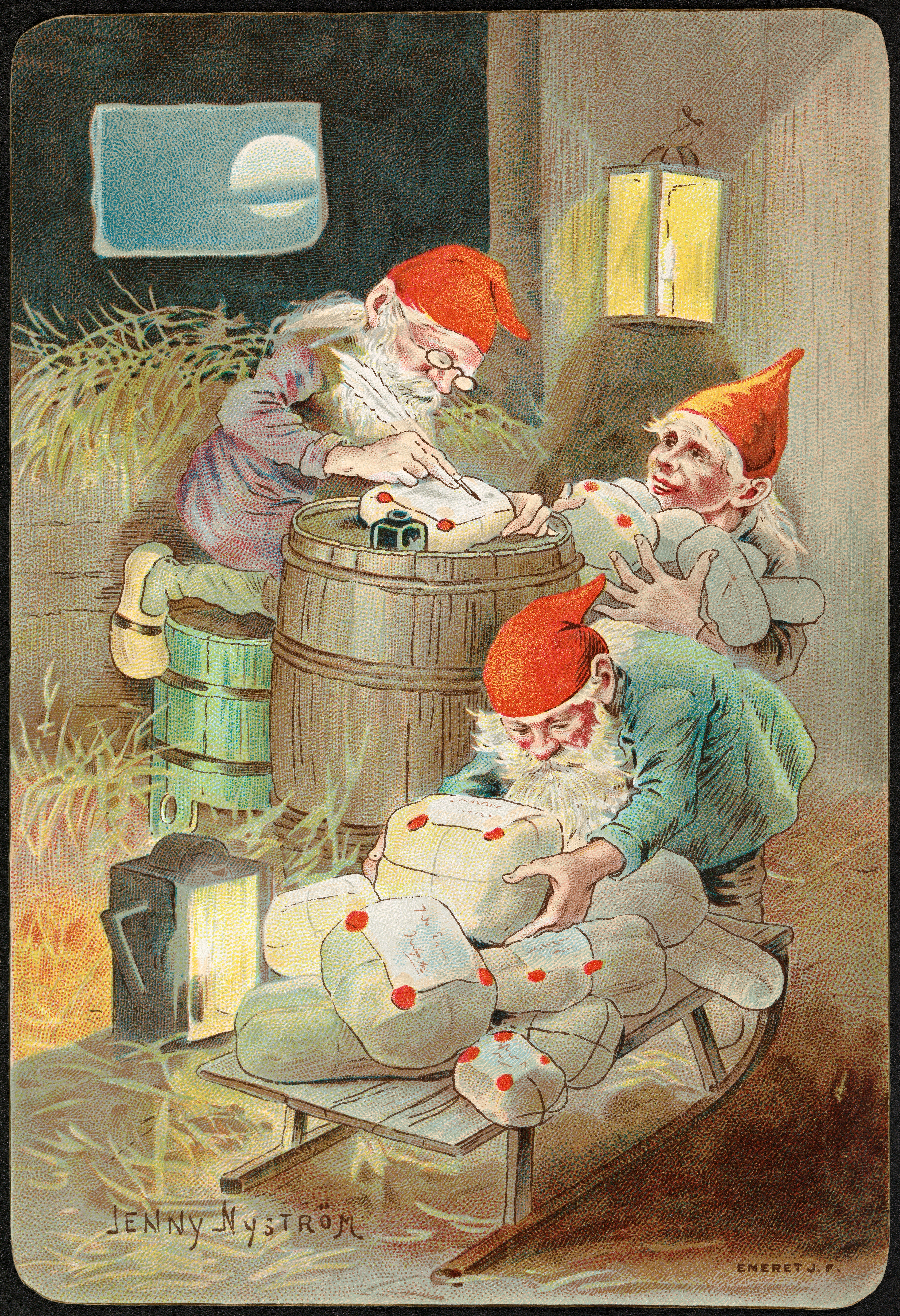
Une carte de Noël de Jenny Nyström, réalisée vers 1899, décrivant les Nisse (folklore).

Jenny Eugenia Nyström, née le 13 juin 1854 à Kalmar (Suède), morte le 17 janvier 1946 à Stockholm, est une peintre et illustratrice de livres pour enfants.
Elle étudie pendant huit ans à Académie royale des arts de Suède et, en 1881, reçoit la médaille royale, ce qui lui permet d'aller étudier à Paris. En 1887, elle épouse Daniel Stoopendaal.
Elle est principalement connue pour avoir créé l'image suédoise du « jultomte », liant ainsi la version suédoise du Père Noël aux tomtes (lutins) du folklore scandinave.